# Torneo Competencia 1956
Het Torneo Competencia 1956 was de zeventiende editie van deze Uruguayaanse voetbalcompetitie. Het toernooi stond enkel open voor clubs uit de Primera División en liep van mei tot juli 1956. Het toernooi werd voor de negende keer gewonnen door CA Peñarol.

## Teams
Aan het Torneo Competencia deden enkel ploegen mee die dat jaar speelden in de Primera División. In 1956 waren dat onderstaande ploegen, die allen uit Montevideo afkomstig waren. Het gedegradeerde CA River Plate ontbrak voor het eerst sinds 1944, terwijl promovendus Racing Club de Montevideo voor het eerst sinds 1950 weer meespeelde in het Torneo Competencia.
| Clubs                   | Clubs                     |
| ----------------------- | ------------------------- |
| CA Cerro                | Club Nacional de Football |
| Danubio FC              | CA Peñarol                |
| CA Defensor             | Racing Club de Montevideo |
| Liverpool FC            | Rampla Juniors FC         |
| Montevideo Wanderers FC | IA Sud América            |

## Toernooi-opzet
Het Torneo Competencia werd gespeeld voorafgaand aan de Primera División. De tien deelnemende clubs speelden een halve competitie tegen elkaar en de ploeg die de meeste punten behaalde werd eindwinnaar. De behaalde resultaten telden ook mee voor het Torneo de Honor 1956. Het toernooi was een Copa de la Liga; een officieel toernooi, georganiseerd door de Uruguayaanse voetbalbond (AUF).

## Toernooiverloop
Van de vijf ploegen die de eerste speelronde hadden gewonnen was CA Peñarol de enige die ook in de tweede speelronde een zege behaalde. Ze versloegen titelverdediger Rampla Juniors FC, dat sowieso slecht begon aan het toernooi: tijdens de eerste vijf speelrondes leden ze telkens een nederlaag. Peñarol begon juist met louter overwinningen: zij hadden na vijf speelrondes nog de maximale score. De eerste achtervolger was Montevideo Wanderers FC dat tweemaal gelijk had gespeeld. Club Nacional de Football was ook nog ongeslagen, maar had slechts tweemaal gewonnen en stond daardoor al drie punten achter op Peñarol.
Montevideo Wanderers speelde vervolgens gelijk met CA Cerro en omdat Peñarol wel won groeide het gat tussen beide clubs naar drie punten. Met nog twee duels te gaan had Peñarol nog steeds drie punten meer dan zowel Nacional als Wanderers, maar moesten ze wel nog tegen beide ploegen in actie komen. In de een-na-laatste speelronde deelden Peñarol en Nacional de punten. Omdat Wanderers verloor van CA Defensor was dit genoeg voor Peñarol om zeker te zijn van de eindzege in het Torneo Competencia. Het was hun negende overwinning in dit toernooi.
In de laatste speelronde won Peñarol ook van Wanderers, waardoor ze ongeslagen bleven. Ook Nacional (vier zeges, vijf remises) verloor geen enkele keer. Het was voor het eerst dat er meerdere ploegen ongeslagen bleven in het Torneo Competencia. Montevideo Wanderers moest door de nederlagen in de slotfase de derde plaats nog aan Defensor laten. Rampla Juniors - de winnaar van vorig seizoen - behaalde als enige ploeg geen enkele overwinning en eindigde ditmaal juist als laatste in het klassement.

### Eindstand
|     | Club                      | Sp. | W | G | V | Pnt. | DV | DT | DS  |
| --- | ------------------------- | --- | - | - | - | ---- | -- | -- | --- |
| 1.  | CA Peñarol                | 9   | 8 | 1 | 0 | 17   | 29 | 7  | +22 |
| 2.  | Club Nacional de Football | 9   | 4 | 5 | 0 | 13   | 18 | 4  | +14 |
| 3.  | CA Defensor               | 9   | 5 | 2 | 2 | 12   | 15 | 12 | +3  |
| 4.  | Montevideo Wanderers FC   | 9   | 4 | 3 | 2 | 11   | 12 | 7  | +5  |
| 5.  | Danubio FC                | 9   | 4 | 2 | 3 | 10   | 12 | 15 | –3  |
| 6.  | IA Sud América            | 9   | 4 | 0 | 5 | 8    | 15 | 27 | –12 |
| 7.  | Liverpool FC              | 9   | 1 | 4 | 4 | 6    | 13 | 21 | –8  |
| 8.  | CA Cerro                  | 9   | 2 | 1 | 6 | 5    | 11 | 15 | –4  |
| 9.  | Racing Club de Montevideo | 9   | 1 | 2 | 6 | 4    | 9  | 17 | –8  |
| 10. | Rampla Juniors FC         | 9   | 0 | 4 | 5 | 4    | 5  | 14 | –9  |

| Winnaar Torneo Competencia 1956 |
| ------------------------------- |
| CA Peñarol 9e titel             |

1934 ·
1936 ·
1941 ·
1942 ·
1943 ·
1944 ·
1945 ·
1946 ·
1947 ·
1948 ·
1949 ·
1950 ·
1951 ·
1952 ·
1953 ·
1955 ·
1956 ·
1957 ·
1958 ·
1959 ·
1961 ·
1962 ·
1963 ·
1964 ·
1967 ·
1985 ·
1986 ·
1987 ·
1988 ·
1989 ·
1990